# Tokaji Csaba
Tokaji Csaba (Debrecen, 1979. október 25. –) magyar színész, szinkronszínész

## Életútja
Általános és középiskolai tanulmányait Debrecenben végezte. Gyerekszínészként szerepelt a Debrecenben bemutatott Légy jó mindhalálig musical ősbemutatóján (1991), majd középiskolás korában is aktívan játszott a Debreceni Csokonai Színházban. 2001-ben SZÍNÉSZ I. minősítést szerzett a Magyar Színészkamaránál (MASZK). 2006-ig Debrecenben több tucat szerepet játszott, ezt követően szabadúszóként elsősorban budapesti színházakban lép fel. Hangjával aktív szinkronszínészi munkájának eredményeképpen találkozhat a közönség. Tokaji Zsolt író, sinológus testvéröccse.

## Színházi szerepei

### Csokonai Nemzeti Színház
| Cím                                         | Szerep                                          | Rendező            | Év   |
| ------------------------------------------- | ----------------------------------------------- | ------------------ | ---- |
| Légy jó mindhalálig                         | Böszörményi                                     | Pinczés István     | 1991 |
| Bolondóra                                   | Pufi                                            | Porcsin László     | 1992 |
| Nincs többé iskola                          | Bagarol                                         | Várhidi Attila     | 1992 |
| A félnótás legény                           | Totó                                            | Koizumi Hirosi     | 1993 |
| Sztárcsinálók                               | Tanítvány                                       | Pinczés István     | 1993 |
| Az ember tragédiája                         | I. népbeli, IV. népbeli, II. tanuló, II. gyáros | Lengyel György     | 1996 |
| A dzsungel könyve                           | Gyászfarkas, 2. férfi                           | Pinczés István     | 1996 |
| Amphitryon                                  | Argatiphontidas                                 | Czeizel Gábor      | 1996 |
| Lila ákác                                   | Mínusz fiatalúr                                 | Czeizel Gábor      | 1997 |
| Az üvegcipő                                 | Stetner úr                                      | Czeizel Gábor      | 1997 |
| Édes méreg (Japán Kjogen komédiák)          | földesúr, első férfi                            | Pinczés István     | 1997 |
| Hová lett a rózsa lelke                     | a testőr                                        | Lengyel György     | 1997 |
| A mennyei híd                               | titkár                                          | Czeizel Gábor      | 1998 |
| A három testőr                              | Rochefort                                       | Lendvai Zoltán     | 1998 |
| Júlia és a hadnagya                         | vád, tiszt, fiú, járókelő                       | Hargitai Iván      | 1998 |
| Stuart Mária                                | Willam Davidson                                 | Czeizel Gábor      | 1999 |
| A fafejű                                    | Kocsmafia Kálmán                                | Ottlik Ádám        | 1999 |
| Képzelt riport egy amerikai popfesztiválról | József                                          | Czeizel Gábor      | 1999 |
| Hamlet                                      | Fortinbras                                      | Lengyel György     | 1999 |
| Bál a Savoyban                              | Maurice                                         | Lendvai Zoltán     | 1999 |
| Álszentek összeesküvése                     | Hűség testvér                                   | Hargitai Iván      | 2000 |
| Tom Jones                                   | Deborah                                         | Pinczés István     | 2000 |
| Gyalog Galopp                               | Sir Lancelot                                    | Jámbor József      | 2000 |
| TV-játék                                    | Sajga Zsolt                                     | Czeizel Gábor      | 2000 |
| Csókolj meg, Katám!                         | Bill Calhoun                                    | Czeizel Gáborr     | 2001 |
| Kegyenc                                     | Boethius                                        | Parászka Miklós    | 2001 |
| Tanítványok                                 | András                                          | Jámbor József      | 2001 |
| Lúdas Matyi                                 | Hajdú II., Sándor                               | Jámbor József      | 2001 |
| Cabaret                                     | Ernst Ludwig                                    | Tasnádi Csaba      | 2002 |
| Mici néni két élete                         | Laci                                            | Naszlady Éva       | 2002 |
| Csókos asszony                              | Arnold                                          | Réczei Tamás       | 2002 |
| Peter Pan                                   | Jeges                                           | Csutka István      | 2002 |
| Egérfogó                                    | Giles Ralston                                   | Kelemen József     | 2003 |
| Cseresznyéskert                             | Jása                                            | Galgóczy Judit     | 2003 |
| Mesék az operettről                         | Bonviván                                        | Csutka István      | 2003 |
| Boldogtalan hold                            | T. Stedman Harder                               | Cserje Zsuzsa      | 2003 |
| A domb                                      | Stevens                                         | Szegvári Menyhért  | 2004 |
| Phaedra                                     | Hippolytos                                      | Szákás-Tóth Péter  | 2004 |
| Hello Dolly                                 | Ambrose                                         | Tasnádi Csaba      | 2004 |
| New York-New York                           | Sellner úr                                      | Bodolay Géza       | 2005 |
| Úrhatnám polgár                             | Covielle                                        | Almási-Tóth András | 2005 |
| József és a színes szélesvásznú álomkabát   | Simeon                                          | Csutka István      | 2005 |
| Túl az egészen                              | fiú                                             | Árkosi Árpád       | 2005 |
| Antigoné                                    | Haimon                                          | Balatoni Mónika    | 2005 |
| Örbe ügő                                    | Richard                                         | Galgóczy Judit     | 2005 |
| Lear király                                 | Edgar                                           | Árkosi Árpád       | 2006 |
| Szerelem                                    | Katonatiszt                                     | Galgóczy Judit     | 2006 |
| Krisztus születése                          | Gábriel arkangyal                               | Jámbor József      | 2015 |

### Karinthy Színház
| Cím                             | Szerep                 | Rendező       | Év   |
| ------------------------------- | ---------------------- | ------------- | ---- |
| Prima Donna, A Balaton Csillaga | Béla, a bakonyi betyár | Czeizel Gábor | 2010 |
| Hippolyt, a lakáj               | Tóbiás                 | Szőke István  | 2011 |

### Budaörsi Latinovits Színház
| Cím                  | Szerep   | Rendező       | Év   |
| -------------------- | -------- | ------------- | ---- |
| Anconai Szerelmesek  | Lucrecio | Magyar Attila | 2009 |
| Szeretem a feleségem | Stanley  | Magyar Attila | 2011 |

### Gózon Gyula Kamaraszínház
| Cím                    | Szerep          | Rendező       | Év   |
| ---------------------- | --------------- | ------------- | ---- |
| A szabin nők elrablása | Szendeffy Endre | Dávid Zsuzsa  | 2007 |
| Kaviár és Lencse       | Raimondo        | Márton András | 2009 |

### Udvari Kamaraszínház
| Cím        | Szerep                     | Rendező        | Év   |
| ---------- | -------------------------- | -------------- | ---- |
| Tizennyolc | Uzsoki báró Szurmay Sándor | Andrási Attila | 2023 |
| Megmaradni | Dr. Csernátoni             | Andrási Attila | 2023 |
| A rajongók | Kassai István              | Andrási Attila | 2024 |

### Szép Ernő Színház
| Cím                      | Szerep    | Rendező        | Év   |
| ------------------------ | --------- | -------------- | ---- |
| Lúdas Matyi              | Döbrögi   | Szinovál Gyula | 2013 |
| A lónak vélt menyasszony | Lócsiszár | Szinovál Gyula | 2014 |
| Rómeó és Júlia           | Tybalt    | Szinovál Gyula | 2014 |
| A Négy Muskétás          | Aramis    | Szinovál Gyula | 2017 |
| Mandragóra               | Callimaco | Szinovál Gyula | 2017 |

### Zsámbéki Színházi és Művészeti Bázis
| Cím                               | Szerep           | Rendező       | Év   |
| --------------------------------- | ---------------- | ------------- | ---- |
| Hamlet                            | Rosencrantz      | Jámbor József | 2004 |
| Beszélgessünk életről és halálról | Fiú              | Jámbor József | 2005 |
| Old Death                         | Szabolcs         | Jámbor József | 2007 |
| A Szuzaku-ház bukása              | Micujaszu        | Jámbor József | 2009 |
| Barátom, Hitler                   | Krupp iparmágnás | Jámbor József | 2009 |

### Egyéb
| Cím         | Szerep      | Rendező         | Év   |
| ----------- | ----------- | --------------- | ---- |
| A 3 testőr  | Athos       | Balatoni Mónika | 2006 |
| Kinder Mese | Hetvenk Ede | Balatoni Mónika | 2008 |

## Szinkronszerepei

### Filmek
| Magyar cím                                    | Eredeti cím                                        | Megjelenés éve | Szerep                         | Színész             |
| --------------------------------------------- | -------------------------------------------------- | -------------- | ------------------------------ | ------------------- |
| Tizenkét dühös ember                          | 12 Angry Men                                       | 1957           | Tizenkettedik esküdt           | Robert Webber       |
| Halál a toronyból                             | The Deadly Tower                                   | 1975           | Charles Whitman                | Kurt Russell        |
| Zombi                                         | Zombi 2                                            | 1979           | Peter West                     | Ian McCulloch       |
| Zombi Holocaust                               | Zombi Holocaust                                    | 1980           | Dr. Peter Chandler             | Ian McCulloch       |
| Tökéletes mozdulatok                          | All the Right Moves                                | 1983           | Stefen Djordjevic              | Tom Cruise          |
| A Coca-Cola kölyök                            | The Coca-Cola Kid                                  | 1985           | Becker                         | Eric Roberts        |
| Hárman az úton                                | Three for the Road                                 | 1987           | T.S.                           | Alan Ruck           |
| Bizánci tűz                                   | Why Me?                                            | 1990           | Gus Cardinale                  | Christopher Lambert |
| Irány Colorado!                               | City Slickers                                      | 1991           | Phil Berquist                  | Daniel Stern        |
| C.I.A. – Fedőneve: Alexa                      | CIA Code Name: Alexa                               | 1992           | Mark Graver                    | Lorenzo Lamas       |
| Volt egyszer egy gyilkosság                   | Once Upon a Crime...                               | 1992           | Julian Peters                  | Richard Lewis       |
| C.I.A. II. Célpont: Alexa                     | CIA II Target Alexa                                | 1993           | Mark Graver                    | Lorenzo Lamas       |
| Hatszoros ölelés                              | Six Degrees of Separation                          | 1993           | Paul                           | Will Smith          |
| A háború csapdájában                          | The Walking Dead                                   | 1995           | Barkley őrmester               | Joe Morton          |
| Az őrület fészke                              | Murder in the first                                | 1995           | William McNeil kerületi ügyész | William H. Macy     |
| A nagy csapat 3.                              | Major League: Back to the Minors                   | 1998           | Gus Cantrell                   | Scott Bakula        |
| Street Fighter Alpha – A film                 | Street Fighter Alpha: The Movie                    | 1999           | Rjú                            | Koszugi Kane        |
| Hellraiser: Hellworld                         | Hellraiser: Hellworld                              | 2005           | Derrick                        | Khary Payton        |
| Csapatleépítés                                | Severance                                          | 2006           | Harris                         | Toby Stephens       |
| D-War – Sárkányháború                         | D-War                                              | 2007           | Ethan Kendrick                 | Jason Behr          |
| Este                                          | Evening                                            | 2007           | Ralph Haverford                | David Furr          |
| A Jane Austen könyvklub                       | The Jane Austen Book Club                          | 2007           | Dean Drummond                  | Marc Blucas         |
| Rajzás                                        | Rise                                               | 2007           | Bishop                         | James D’Arcy        |
| A bűbájos                                     | The Good Witch                                     | 2008           | Jake Russell                   | Chris Potter        |
| Elégia                                        | Elegy                                              | 2008           | Kenny Kepesh                   | Peter Sarsgaard     |
| George W. Bush élete                          | W.                                                 | 2008           | George W. Bush                 | Josh Brolin         |
| Gyilkos.com                                   | Murder.com                                         | 2008           | Bobby                          | David Chokachi      |
| ICarly: Indulás Japánba                       | iCarly: iGo to Japan                               | 2008           | Spencer Shay                   | Jerry Trainor       |
| Indiana Jones és a kristálykoponya királysága | Indiana Jones and the Kingdom of the Crystal Skull | 2008           | Dovcsenko                      | Igor Jijikine       |
| A meztelen dobos                              | The Rocker                                         | 2008           | Trash                          | Bradley Cooper      |
| Míg a jackpot el nem választ                  | What Happens in Vegas...                           | 2008           | Jack Fuller                    | Ashton Kutcher      |
| Sose hátrálj meg!                             | Never Back Down                                    | 2008           | Jake Tyler                     | Sean Faris          |
| Szeretlek, New York                           | New York, I Love You                               | 2008           | Író                            | Ethan Hawke         |
| Szextúra                                      | Sex Drive                                          | 2008           | Rex                            | James Marsden       |
| Transz-Szibéria                               | Transsiberian                                      | 2008           | Carlos Ximénez                 | Eduardo Noriega     |
| Wanted                                        | Wanted                                             | 2008           | Barry                          | Chris Pratt         |
| 2012                                          | 2012                                               | 2009           | Sasha                          | Johann Urb          |
| A csajok háborúja                             | Bride Wars                                         | 2009           | Kevin                          | Michael Arden       |
| Egy lányról                                   | An Education                                       | 2009           | Danny                          | Dominic Cooper      |
| G. I. Joe: A kobra árnyéka                    | G.I. Joe: The Rise of Cobra                        | 2009           | DeCobray báró                  | Grégory Fitoussi    |
| A jó pasi                                     | The Good Guy                                       | 2009           | Baker                          | Colin Egglesfield   |
| LaMB                                          | LaMB                                               | 2009           | Dr. Jack Griswold              | Vanness Wu          |
| Ördög bújt beléd                              | Jennifer's Body                                    | 2009           | Roman Duda                     | Chris Pratt         |
| Terminátor: Megváltás                         | Terminator Salvation                               | 2009           | David                          | Dorian Nkono        |
| Aranyhaj és a nagy gubanc                     | Tangled                                            | 2010           | Flynn Rider (hangja)           | Zachary Levi        |
| A következő három nap                         | The Next Three Days                                | 2010           | David                          | Jonathan Tucker     |
| A titánok harca                               | Clash of the Titans                                | 2010           | Euszébiosz                     | Nicholas Hoult      |
| Végzetes túra                                 | The Ascent                                         | 2010           | Lewis                          | Martin Kove         |
| ICarly: Buli V, mint Viktóriával              | ICarly: iParty with Victorious                     | 2011           | Spencer Shay                   | Jerry Trainor       |
| Játékidő                                      | Touchback                                          | 2011           | Hall                           | Marc Blucas         |
| A legjobb játékos                             | Best Player                                        | 2011           | Quincy                         | Jerry Trainor       |
| Ellenállók: a Julian Assange sztori           | Underground: The Julian Assange Story              | 2012           | Ken Roberts nyomozó            | Anthony LaPaglia    |
| Hat töltény ára                               | 6 Bullets                                          | 2012           | Vlad                           | Uriel Emil          |
| Wyatt Earp bosszúja                           | Wyatt Earp's Revenge                               | 2012           | Wyatt Earp idősen              | Val Kilmer          |
| Eszement zaci                                 | Pawn Shop Chronicles                               | 2013           | Randy                          | Kevin Rankin        |
| Az Európa-rejtély                             | Europa Report                                      | 2013           | James Corrigan                 | Sharlto Copley      |
| A Föld után                                   | After Earth                                        | 2013           | Hesper pilóta                  | Sacha Dhawan        |
| Hupikék törpikék 2                            | The Smurfs 2                                       | 2013           | Laza törp (hangja)             | Shaquille O’Neal    |
| Tasmán ördögök                                | Tasmanian Devils                                   | 2013           | Walsh                          | Terry Chen          |
| Fekete Özvegy és Megtorló – A múlt árnyai     | Avengers Confidential: Black Widow & Punisher      | 2014           | Nick Fury                      | Tezuka Hideaki      |
| A fogoly                                      | The Captive                                        | 2014           | Willy                          | Ian Matthews        |
| A közös szenvedély                            | United Passions                                    | 2014           | Larsen                         | Richard Dillane     |
| A (sz)ex az oka mindennek                     | Sleeping with Other People                         | 2015           | Chris                          | Marc Blucas         |
| Gyilkos páros                                 | Mr. Right                                          | 2015           | Hopper / Reynolds              | Tim Roth            |
| Suicide Squad – Öngyilkos osztag              | Suicide Squad                                      | 2016           | Dexter Tolliver                | David Harbour       |
| Nyírjuk ki Gunthert                           | Killing Gunther                                    | 2017           | Izzat                          | Amir Talai          |
| Transformers Egy                              | Transformers One                                   | 2024           | KDQ-1                          | Steve Blum          |

### Sorozatok
| Magyar cím                         | Szerep                                                 | Színész                                           |
| ---------------------------------- | ------------------------------------------------------ | ------------------------------------------------- |
| 24: Élj egy új napért              | Steve Navarro                                          | Benjamin Bratt                                    |
| A Harper-sziget                    | J.D. Dunn                                              | Dean Chekvala                                     |
| Ana három arca                     | Santiago García / Marcelo Salvaterra                   | Sebastián Rulli                                   |
| Andor                              | Arvel Skeen                                            | Ebon Moss-Bachrach                                |
| A gazdagság ára                    | Luis Alberto Salvatierra                               | Sebastián Rulli                                   |
| A Mandalóri                        | Q9-0                                                   | Chris Bartlett (megformáló) Richard Ayoade (hang) |
| A múlt börtönében                  | Mauro Álvarez Llanos / Dario Valencia Grimaldi         | Sebastián Rulli                                   |
| A sors útvesztői                   | Raci Demirhan                                          | Kaan Çakır                                        |
| A vámpír, a vérfarkas és a szellem | Mitchell                                               | Aidan Turner                                      |
| A vihar                            | Hernán Saldana Artigas                                 | Iván Sánchez                                      |
| Bleach                             | Baura, Szaidó Eikicsiró (7–9. epizód)                  |                                                   |
| Conan, a detektív                  | Szaeki (37. epizód)                                    |                                                   |
| Csernobil                          | Andrej Sztepasin                                       | Michael McElhatton                                |
| Dragon Ball Super                  | Bills, a pusztítás istene                              | Jamadera Kóicsi (116-131.rész)                    |
| Csók és csata                      | Marcos Perez / Martin Vegas                            | José Guillermo Cortines                           |
| D.Gray-man                         | Paletti (16. epizód)                                   |                                                   |
| Death Note – A halállista          | Aiber                                                  |                                                   |
| Doktor Donor (Három folyam)        | Dr. David Lee                                          | Daniel Henney                                     |
| Emlékezz, Reina!                   | Fernando San Juan                                      | Sergio Mur                                        |
| ICarly                             | Spencer Shay                                           | Jerry Trainor                                     |
| Lépéselőnyben                      | Alec Hardison                                          | Aldis Hodge                                       |
| Nana                               | Mizukosi Keiicsi                                       |                                                   |
| Naruto                             | Ukon                                                   | Szakuja Sunszuke                                  |
| Nodame Cantabile                   | Csiaki Sinicsi                                         |                                                   |
| Pókember elképesztő kalandjai      | Nick Fury (2. évadtól)                                 | Chi McBride                                       |
| Rabok és szeretők                  | Francisco Guzmán                                       | Sebastián Rulli                                   |
| Rómeó és Júlia                     | Ábrahám                                                |                                                   |
| Seherezádé                         | Kerem Inceoglu                                         | Tardu Flordun                                     |
| Soul Eater – Lélekfalók            | Ragnarok                                               | Himeno Keidzsi                                    |
| Star Wars: A klónok háborúja       | Cody parancsnok (7. évad) Fives (1. hang) Sterling Gus | Dee Bradley Baker                                 |
| Star Wars: A Rossz Osztag          | Rampart Admirális                                      | Noshir Dalal                                      |
| Star Wars: Lázadók                 | Kallus ügynök                                          | David Oyelowo                                     |
| Szerelem zálogba                   | Don Alejandro Almonte Domínguez                        | Sebastián Rulli                                   |
| Teresa                             | Arturo de la Barrera Azuela                            | Sebastián Rulli                                   |
| Több mint testőr                   | Gabriel La Madrid                                      | Roberto Plantier                                  |
| Transformers: Energon              | Pusztító (Megamax-változat)                            | Alvin Sanders                                     |
| Transformers Mentő Botok           | Tűzlovag                                               | Steven Blum                                       |
| Trinity Blood – Vér és kereszt     | Meinz Alfred gróf (1. epizód)                          |                                                   |
| Városfejlesztési osztály           | Andy Dwyer                                             | Chris Pratt                                       |
| Veronica aranya                    | Martín San Telmo                                       | Iván Sánchez                                      |
| X-Men – Az újrakezdés              | Logan / Farkas                                         | Steven Blum                                       |
| Go Jetters                         | Ubercorn                                               | Tommie Earl Jenkins                               |
| Tiltott Gyümölcs                   | Murat                                                  | Can Ceylan                                        |
| Ahsoka                             | Huyang                                                 | David Tennant                                     |

### Videojáték
- League of legends – Blitzcrank, Jayce, Shaco
- Resident Evil 4 Remake - Jack Krauser
- Detroit: Become Human - Allen százados

## Narrációi
- A magyar Nickelodeon és a TeenNick csatorna hangja
- A Hazajáró televíziós műsor narrátora

## Filmszerepei
| Cím                 | Szerep                  | Rendező        | Év        |
| ------------------- | ----------------------- | -------------- | --------- |
| Szabadság, szerelem | Egyetemista             | Goda Krisztina | 2006      |
| Jóban Rosszban      | Vilmányi 'Janics' János | Pajer Róbert   | 2010-2012 |
| Doktor Balaton      | Vendég                  | Csicskár Dávid | 2022      |
| Gólkirályság        | Igazgatóhelyettes       | Kapitány Iván  | 2023      |
| Balcsillag          | Szabolcs                | Pólik József   | 2023      |
| A mi kis falunk     | Botos százados          | Kapitány Iván  | 2022-     |

## Díjai
- Magyar Örökség díj 2012. (A Hazajáró műsor tagjaként)
- Prima Primissima díj 2017. (A Hazajáró műsor tagjaként)